# Congiunzione logica

Diagramma di Venn della congiunzione logica

In logica, una congiunzione logica è un connettivo logico attraverso il quale, a partire da due proposizioni, si forma una nuova proposizione chiamata appunto congiunzione.
Date due proposizioni {\displaystyle A} e {\displaystyle B} la congiunzione di {\displaystyle A} e {\displaystyle B}, indicata con {\displaystyle A\land B}, è vera soltanto nel caso in cui {\displaystyle A} e {\displaystyle B} siano entrambe vere, mentre è falsa in tutti gli altri casi possibili. Quando si hanno due enunciati aperti {\displaystyle p(x)} e {\displaystyle q(x)}, l'insieme di verità di {\displaystyle p(x)\wedge q(x)} corrisponde all'intersezione tra i due insiemi di verità. In effetti, la congiunzione gode delle stesse proprietà dell'intersezione.
La congiunzione in algebra booleana è indicata con l'operatore AND.
Tabella di verità:
| A | B | A{\displaystyle \land }B |
| - | - | ------------------------ |
| V | V | V                        |
| V | F | F                        |
| F | V | F                        |
| F | F | F                        |

## Proprietà
- Proprietà di idempotenza: {\displaystyle p\wedge p=p}
- Proprietà commutativa: {\displaystyle p\wedge q=q\wedge p}
- Proprietà associativa: {\displaystyle (p\wedge q)\wedge r=p\wedge (q\wedge r)}
- Proprietà distributiva (rispetto alla disgiunzione inclusiva): {\displaystyle p\wedge (q\vee r)=(p\wedge q)\vee (p\wedge r)}
- Teorema dell'assorbimento (rispetto alla disgiunzione inclusiva): {\displaystyle p\wedge (p\vee q)=p}
- Legge di De Morgan {\displaystyle {\overline {p\wedge q}}={\overline {p}}\vee {\overline {q}}}